# Tomislav Rogić
Tomislav Rogić (ur. 8 listopada 1965 w Senju) – chorwacki duchowny katolicki, biskup szybenicki od 2016.

## Życiorys

### Prezbiterat
Święcenia kapłańskie otrzymał 22 czerwca 1991 i został inkardynowany do archidiecezji rijecko-seńskiej. Pracował duszpastersko w Vežicy i Rijece, a w latach 1993–1997 był wykładowcą w archidiecezjalnym seminarium. W 2000 został włączony do duchowieństwa nowo powstałej diecezji gospicko-seńskiej i został mianowany jej wikariuszem generalnym. W 2004 objął probostwo w Ogulinie, a od 2012 kierował parafią i krajowym sanktuarium maryjnym w Udbinie.

### Episkopat
3 czerwca 2016 papież Franciszek mianował go biskupem diecezjalnym szybenickim. Sakry udzielił mu 25 lipca 2016 arcybiskup zagrzebski – kardynał Josip Bozanić.